# Jämställdhetsnämnden (Sverige)
Jämställdhetsnämnden var en svensk statlig förvaltningsmyndighet med uppgift att pröva frågor om vitesföreläggande och överklaganden enligt jämställdhetslagen (1991:433). Nämndens verksamhet upphörde vid 2008 års utgång. Dess uppgifter har tagits över av Nämnden mot diskriminering.